# Bohumil Kosour
Bohumil Kosour (* 5. März 1913 in Nové Město na Moravě; † 24. April 1997) war ein tschechoslowakischer Skisportler.
Kosour war bei den Olympischen Winterspielen 1936 als Soldat Teilnehmer der tschechoslowakischen Mannschaft beim Militärpatrouillenlauf und erzielte zusammen mit Karel Steiner, Josef Mateasko und Bohuslav Musil den achten Platz. Auch an den Olympischen Winterspielen 1948 nahm er teil, außer beim 18-km-Langlauf startete er dort noch in der Nordischen Kombination.
Er gewann unter anderem in den Jahren von 1939 bis einschließlich 1942 sowie 1949 das Golden Ski-Rennen, ein seit 1934 ausgetragenes Skilanglaufrennen in seiner Geburtsstadt.